# Cătălin Dragomir
Cătălin Dragomir (n. 10 septembrie 1965, Deva) este un arhitect româno-britanic contemporan, care s-a remarcat încă de la începuturile anilor 1990 printr-un stil non-conformist și sculptural.

## Începuturi și educație
Cătălin Dragomir s-a născut la 10 septembrie 1965 și a copilarit in orașul Deva, județul Hunedoara, într-o familie de economiști. Înca din primii ani de școală, înclinația sa artistică devenit evidentă, iar începuturile anilor 1980 l-au gasit implicat în design vestimentar și pictură, activitate artistică care a culminat cu o expoziție personală, în 1984. Acesta a fost momentul de cotitură, în care Dragomir și-a descoperit adevărata chemare, arhitectura.
Trecerea de la artele vizuale la arhitectură s-a concretizat prin proiectul „Nemessis”, expus la București, în 1987, pe vremea cand era student al Universității de Arhitectură Ion Mincu, proiect care consta dintr-o colecție de 21 de picturi arhitecturale, ce demonstrau căutările sale artistice și viziunea sa arhitecturală transpusă bidimensional.
În calitate de student, dar și ulterior, Cătălin Dragomir s-a împotrivit stilului tehnic de învățare impus de universitatea pe care o frecventa, considerând că „nu stimulează creativitatea”. În 1990, în urma unei competiții studențești, pe care a câștigat-o, a ajuns să studieze la  Bartlett School of Architecture[nefuncțională – arhivă]
 din Londra unde, sub influența profesorului Peter Cook, și-a finalizat studiile de arhitectură.

## Direcții artistice
Una din caracteristicile cele mai remarcabile ale începutului muncii lui Cătălin Dragomir ca arhitect, este evoluția rapidă a abordării sale sculpturale.
În 1990, abordarea sa „poetică” arhitecturală i-a adus posibilitatea de a studia sub îndrumarea lui Peter Cook și a invitaților săi, printre care se pot menționa, arhitecții Zaha Hadid, Daniel Lieberskind și Lebbeus Woods, auspiciile fiind aceeași la 
Comparând lucrările lui Cătălin din perioada 1985-1986, cu cele din perioada 1990-1994, Peter Cook a observat o transformare substanțială a imaginației sale, o înțelegere completă a interdependenței dintre umbră și lumină, o profundă și filozofică declarare a complexelor sale proiecte arhitecturale. Zaha Hadid a observat în unele lucrări un ritm aproape muzical, contrapunctat, când zigzagul unui volum crea unghiuri ascuțite în interior. Și nu era de mirare, ținând cont că la acea vreme Cătălin era obsedat de noțiunea de Haos. Legătura dintre Teoria Haosului și arhitectură a fost o indicație timpurie a maturizării sale ca arhitect.
Perioada 1993-1995 este “perioada de invățare”. Cu imaginația deja dezvoltată, Cătălin s-a lansat în următorul său proiect și anume acela al înțelegerii lumii reale a arhitecturii, înțelegerea noțiunilor de bază într-o prezentare, interfața dintre client și arhitect. În acea perioadă, a lucrat pentru Sir Norman Foster, Richard Rogers, YRM, RMJM, ADG și ARUP. 
În 1994 a fost chemat să participe la transformarea companiei de arhitectură Llewelyn Davies, ca Director de Design.
Astfel, la sfârșitul lui 1994 a fost numit Senior Designer la Llewelyn Davies, principalul său obiectiv fiind acela de a transforma un birou specializat aproape exclusiv pe arhitectura spitalelor, într-o companie capabilă să dezvolte proiecte dintre cele mai diverse și mai complexe. 
După câștigarea unor serii de competiții sub numele Llewelyn Davies, Cătălin a câștigat încrederea totală a companiei că va fi capabil să se ridice la înălțimea așteptărilor puse în el. 
Cătălin împreună cu echipa sa de design, a reușit ca numai într-un singur an (1995-1996) să câștige trei proiecte majore:
1. Competiția pentru aeroportul internațional din Shenzhen, China. Aeroportul și-a deschis porțile în 2002.
2. Primul spital din țară cu finanțare privată PFI  -  “Cumberland Infirmary” din Carlisle.
3. Proiectul de restaurare a Royal Woolwich Arsenal  pentru English Partnership.

În anii următori, până în 2004, valoarea lucrărilor sale a crescut exponețial valoarea companiei LD. În 2004 Llewelyn Davies  i-a oferit lui Cătălin o parte din acțiunile companiei și posibilitatea de a deveni membru al comitetului de conducere, dar Cătălin a refuzat. Anul 2004 Cătălin și l-a petrecut călătorind în întreaga China, în ceea ce el numește “anul său sabatic”.
Tot în 2004, Cătălin și-a creat propriul său birou de arhitectură, pe care l-a numit MethaMorphic (iar din anul 2014, reintitulat Atelier Cătălin Dragomir), din dorința de a-și exprima propriul stil. Compania este acum implicată într-o serie de proiecte care pot deveni definitorii pentru o noua eră în gândirea de arhitectură și design. Unul din aceste proiecte, din păcate nerealizat, este Greenwich Meridian Tower, supranumit și “One mile Tower”. Acest proiect, impreuna cu Turnul din Seul și cel din Bruxelles, i-au adus domnului arhitect o noua specializare, cea de designer pentru turnuri foarte inalte.
GREENWICH MERIDIAN TOWER
LISTA PROIECTELOR

Airports
1. Shenzhen China £120mil 
2. Bei Hai China £35mil
 3. Jinan Jigbei £140mil
 4. Chongquing China £130mil
 5. Heathrow T2 £45mil
 6. Xian China £140mil
 7. Wuhan China £125mil
 8. Islamabad Airport Study
 9. Valaloid Airport Study
 10. Heathrow Terminal 2

Hospitals and PFI bids
 
1. Cumberland Infirmary
  2. UCL Hospital
 3. Broomfield Hospital
 4. Addembrooks Hospital
 5. Norwich Hospital
 6. Leeds Hospital
 7. Farhad Hospital, Amman.

Education
 
1. EPA building OXFORD
 2. Cambridge Institute of Diabetics
 3. Highgate School
 4. Singapore University
 5. Gent University
Offices
 
1. London Stock Exchange
 2. ADNOC headquarters
 3. River Bank House
 4. BBC Vision Property
 5. BAT China
 
6. Sainsbury’s office Egypt

Residential 

1. Royal Woolwich
  2. Plumbers Row

3. West End Green
  4. Abu Dhabi Tower
 5. Project Orange
  6. Roehampton House

7. Sheffield, The Ridge

8. Peterborough

9. Villa Dina, Romania

10. Villa Telegdy, Romania

11. Leigh on Sea

12. Cube Blue

Masterplans 

1. Royal Woolwich Arsenal 
2. Singapore University
  3. Brent Cross Vision
 4. Lee Valley
 5. BBC White City Vision
 6. Aarhaus Masterplan

7. Euston Circle

Culture
 
1. Museum of Aviation China
 2. Chonqguing Opera House

3. Sarajevo, Music Hall